# Olympische Jugend-Sommerspiele 2010/Teilnehmer (Italien)
| Gelbes Symbol für Goldmedaillen mit stilisierten Olympischen Ringen | Graues Symbol für Silbermedaillen mit stilisierten Olympischen Ringen | Braundes Symbol für Bronzemedaillen mit stilisierten Olympischen Ringen |
| ------------------------------------------------------------------- | --------------------------------------------------------------------- | ----------------------------------------------------------------------- |
| 5                                                                   | 9                                                                     | 5                                                                       |

Italien nahm an den I. Olympischen Jugend-Sommerspiele vom 14. bis 26. August 2010 in Singapur teil. Zunächst wurden am 22. Juli 61 Athleten bekannt gegeben, am 4. August folgte eine Nachnominierung, sodass Italien mit 62 Athleten in die Wettbewerbe ging. Fahnenträgerin bei der Eröffnungsfeier war die Fechterin Alberta Santuccio, die zwei Medaillen gewinnen konnte.

## Athleten nach Sportarten

### Basketball
Italien trat nur in den Mädchenwettbewerben an. Die Mannschaft beendete die Vorrunde in Gruppe D auf dem dritten Platz hinter  Australien und  Japan und vor  Frankreich und  Chile. In der Trostrunde besiegte man  Mali,  Belarus und schließlich erneut  Frankreich, sodass man am Ende den 9. Platz belegte.
Mädchen
- Francesca Dotto
- Caterina Dotto
- Chiara Terenzi
- Marta Maria Masoni

### Bogenschießen
In den Einzelwettbewerben schieden beide Teilnehmer in der ersten Runde aus. In den Mixed-Wettbewerben war man erfolgreicher: Gloria Filippi gewann mit Anton Karoukin aus  Belarus die Goldmedaille, Lorenzo Pianesi schaffte es zusammen mit Song Jia aus  Volksrepublik China bis ins Viertelfinale.
| Mädchen - Gloria Filippi Gold Mixed | Jungen - Lorenzo Pianesi |

### Boxen
Einziger Boxer für Italien war Fabio Turchi im Schwergewicht. Nachdem er im Halbfinale Sijowusch Suhurow aus  Tadschikistan besiegte, musste er sich im Finale Lenier Pero aus  Kuba geschlagen geben.
Jungen
- Fabio Turchi
Silber  Schwergewicht

### Fechten
Am erfolgreichsten war Italien im Fechten. Fünf der sechs Athleten gewannen eine Medaille in den Einzelwettbewerben. Diese gewannen zudem, zusammen mit Jana Jegorjan aus  Russland im Team Europa 1 die Goldmedaille im Mannschaftswettbewerb.
| Mädchen - Alberta Santuccio Gold Mannschaft Silber Degen - Camilla Mancini Gold Florett Gold Mannschaft - Victoria Ciardullo | Jungen - Marco Fichera Gold Degen Gold Mannschaft - Edoardo Luperi Gold Florett Gold Mannschaft - Leonardo Affede Gold Mannschaft Silber Säbel |

### Gewichtheben
Luca Parla belegte in der Klasse bis 77 kg den 6. Platz. Carlotta Brunelli konnte in der Klasse ab 63 kg den Wettbewerb nicht beenden.
| Mädchen - Carlotta Brunelli | Jungen - Luca Parla |

### Judo
Fabio Besile wurde in der Klasse bis 55 kg Siebter, gewann jedoch im Mannschaftswettbewerb mit dem Team Tokio Bronze. Odette Giuffrida wurde in der Klasse bis 52 kg Neunte, im Team Hamilton belegte sie den fünften Platz.
| Mädchen - Odette Giuffrida | Jungen - Fabio Basile Bronze Mixed (im Team Tokio) |

### Leichtathletik
Die Mädchen konnten insgesamt drei Medaillen gewinnen, Anna Bongiorni gewann ihre im Staffellauf mit dem Team Europa. Bei den Jungen gewann nur Marco Lorenzi Silber, ebenfalls im Staffellauf mit dem Team Europa.
| Mädchen - Anna Bongiorni Bronze Mixed-Staffel - Valentine Marchese - Anna Clemente Gold 5 km Gehen - Roberta Molardi - Francesca Massobrio - Anna Visibelli - Alessia Trost Silber Hochsprung | Jungen - Luca Valbonesi - Marco Lorenzi Silber Mixed-Staffel - Leonardo Serra - Riccardo Pagan - Eugenio Meloni |

### Moderner Fünfkampf
Im Kampf um die Medaillen spielten die italienischen Athleten keine Rolle, Gloria Tocchi wurde noch Elfte, Andrea Micalizzi beendete den Wettkampf auf Platz 22, im Mannschaftswettbewerb wurden beide Vierzehnte.
| Mädchen - Gloria Tocchi | Jungen - Andrea Micalizzi |

### Radsport
Während die Jungen an jeweils einem der Wettbewerbe im Cross-Country, im Zeitfahren und im BMX sowie am Straßenrennen teilnahmen, war Alessia Bulleri in allen Wettbewerben außer dem Straßenrennen vertreten. Ein Sieg gelang zwar in keinem der Wettbewerbe, doch erreichten die italienischen Athleten mit der erreichten Punktzahl die Silbermedaille.
- Silber  Teamwettbewerb

| Mädchen - Alessia Bulleri | Jungen - Andrea Righettini - Nicolas Marini - Mattia Furlan |

### Reiten
Springreiterin Valentina Isodari trat mit dem Pferd Alloria Thomas nur im Mannschaftswettbewerb an, in dem sie mit dem Team Europa die Goldmedaille gewann.
- Valentina Isoardi
Gold  Springen Mixed

### Rudern
Während die Jungen im Zweier Zehnte wurden, kamen die Mädchen, ebenfalls im Zweier, im Finale als Vierte ins Ziel.
| Mädchen - Elena Coletti - Giada Colombo | Jungen - Bernardo Nannini - Marco di Costanzo |

### Schießen
Chiara Marini trat mit der Luftpistole an, Simon Weithaler mit dem Luftgewehr. Beide wurden Siebte.
| Mädchen - Chiara Marini | Jungen - Simon Weithaler |

### Schwimmen
Am erfolgreichsten war Brustschwimmer Flavio Bizzarri, er gewann zwei Medaillen. An den Staffelwettbewerben nahm Italien, obwohl sie dort gemeldet waren, nicht teil, lediglich die Jungen traten noch über 4-mal 100 Meter Lagen an und wurden Achte.
| Mädchen - Elena Di Liddo Silber 50 m Schmetterling - Stefania Pirozzi - Martina Carraro Silber 50 m Brust - Alessia Polieri | Jungen - Simone Geni - Flavio Bizzarri Gold 200 m Brust Bronze 100 m Brust - Tommaso Romani Bronze 50 m Schmetterling - Alessio Torlai |

### Segeln
Daniele Benedetti trat auf dem Surfbrett Techno 293 an, Marco Benini im Byte CII. Beide belegten den neunten Platz. Veronica Fanciulli gewann auf dem Techno 293 Silber.
| Mädchen - Veronica Fanciulli Silber Techno 293 | Jungen - Marco Benini - Daniele Benedetti |

### Taekwondo
Vittorio Rega schied im Wettbewerb bis 48 kg bereits im Viertelfinale aus.
Jungen
- Vittorio Rega

### Tennis
Im Einzel schied Alessandro Colella im Achtelfinale aus, im Doppel mit John Morrissey aus  Irland bereits in der ersten Runde.
Jungen
- Alessandro Colella

### Tischtennis
Im Einzel erreichte Leonardo Mutti die zweite Runde, im Mixed mit Alice Loveridge aus  Vereinigtes Königreich erreichte er das Viertelfinale.
Jungen
- Leonardo Mutti

### Triathlon
Im Triathlon belegten die italienischen Vertreter eher hintere Plätze, Alessia Orla wurde 19., Livio Molinari wurde im Einzel 21. sowie im Teamwettbewerb mit dem Team Welt 2 Zwölfter.
| Mädchen - Alessia Orla | Jungen - Livio Molinari |

### Turnen
Carlotta Ferlito gewann im Mehrkampf die Bronzemedaille und belegte in den Wettbewerben an den Einzelgeräten einen Platz unter den ersten Acht. Ludovico Edalli gewann noch Bronze am Barren.
| Mädchen - Carlotta Ferlito Silber Balken Bronze Mehrkampf Bronze Sprung | Jungen - Ludovico Edalli Bronze Barren |

### Wasserspringen
Giovanni Tocci wurde im Kunstspringen Vierter, Elena Bertocchi belegte, ebenfalls im Kunstspringen vom 3-Meter-Brett, den sechsten Platz.
| Mädchen - Elena Bertocchi | Jungen - Giovanni Tocci |